# Siekierno-Stara Wieś
Siekierno-Stara Wieś – część wsi Siekierno-Przedgrab w Polsce, położona w województwie świętokrzyskim, w powiecie kieleckim, w gminie Bodzentyn.
W latach 1975–1998 Siekierno-Stara Wieś należało administracyjnie do województwa kieleckiego.